# Convent de San Plácido
El convent de Sant Plácido és un edifici religiós de l'ordre benedictina situat al carrer del Pez, entre els carrers de San Roque i de la Madera, al barri d'Universitat de la ciutat de Madrid. Té entrada per San Roque, núm. 9, i al seu costat s'aixeca l'església de San Plácido. Va tenir entre els seus tresors el Crist de Velázquez i és conegut pels escàndols protagonitzats pel clergat, la noblesa i la reialesa espanyoles.

## Història

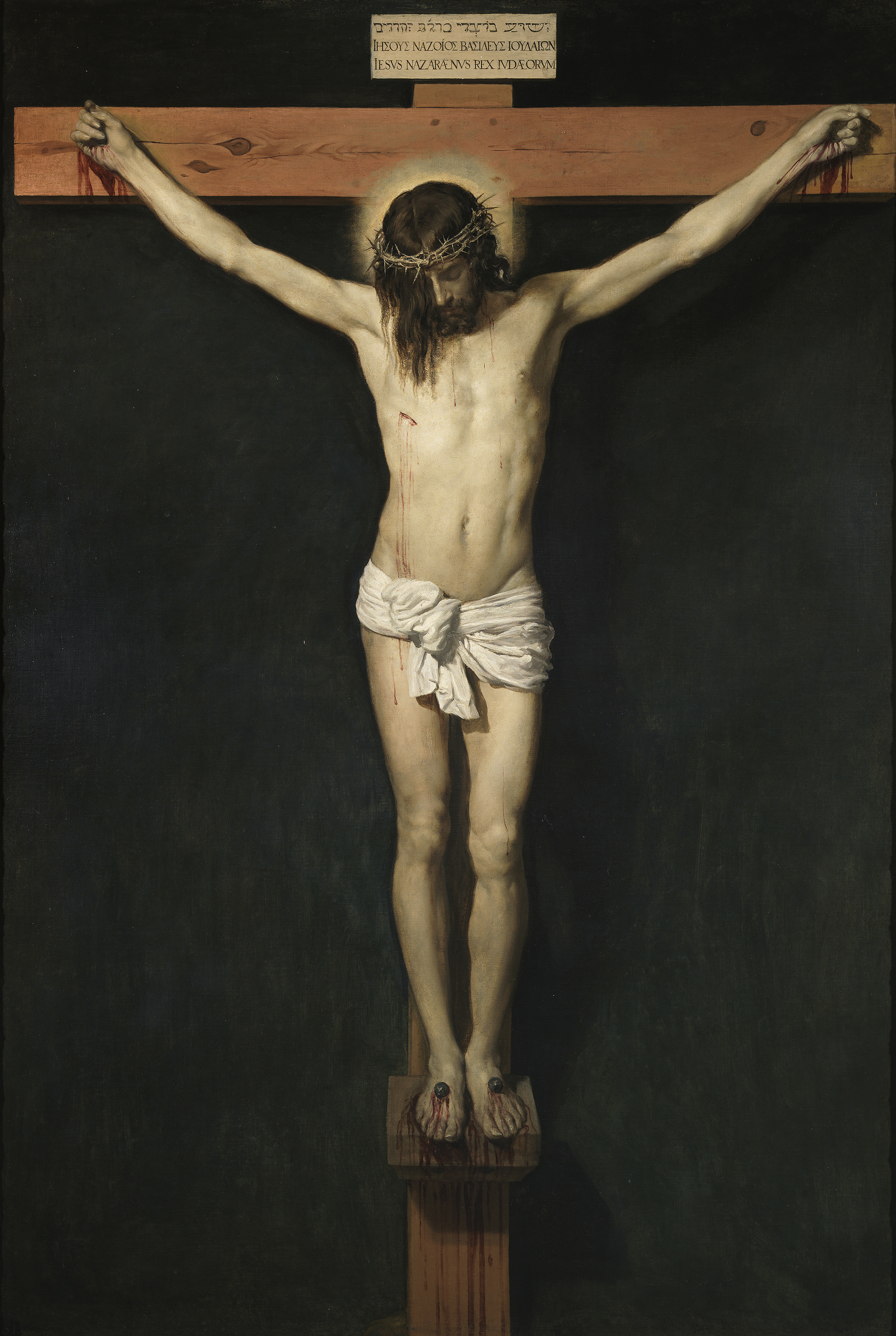
Cristo Crucificado, de Velázquez, que es conserva en el Museu del Prado.

Teresa Valle de la Cerda va fundar el convent el 1623, annex a la parròquia de San Martín. L'església, construïda sota la direcció de fra Lorenzo de San Nicolás, agustí recol·lecte i «tractadista en arquitectura», va ser picada en estil renaixentista de transició al barroc.
A l'interior té un quadre de l'Anunciació de l'altar major, obra de Claudio Coello, i pintures al fresc que adornen la cúpula. Les petxines i el creuer de l'església van ser realitzats per Francisco Ricci i Juan Martín Cabezalero. Altres obres d'art són les quatre estàtues als pilars de la cúpula, obres de Manuel Pereira i el Cristo Yacente en el sepulcro de Gregorio Fernández que es troba en la capella als peus de l'església.
Entre 1628 i 1808 a la sagristia hi havia el Crist de Velázquez, pintat per a aquesta església. Després va passar a la col·lecció privada de Manuel Godoy. Després de passar per molts propietaris va ser llegat al Museu del Prado. N'hi ha una còpia en el cor baix de l'església.
Dos successos van fer de San Plácido en un dels convents més famosos del Madrid dels Àustries. El primer fou el procés inquisitorial per la suposada possessió diabòlica de vint-i-cinc monges del convent el 1628, entre les quals hi havia la fundadora, Teresa Valle de la Cerda, els dimonis de la qual profetitzaven la reforma de l'Església. Processades pel tribunal de la Inquisició juntament amb el prior del convent i confessor de les monges, fra Francisco García Calderón, com a principal inculpat, el protonotari d'Aragó Jerónimo de Villanueva, patró del convent la fundació del qual va emparar després d'haver estat promès amb Teresa Valle, fra Juan de Barahona, col·laborador de fra Francisco García, i fra Alonso de León, monjo del convent de San Martín, que després de col·laborar també amb fra Francisco va delatar els implicats davant la Inquisició. Després de ser jutjats pel tribunal de Toledo, el Consell de la Suprema va dictar el 19 de març de 1630 sentència definitiva contra fra Francisco García per la qual se li condemnava a abjurar de vehementi i reclusió perpètua al convent que se li assenyalés, amb privació de l'exercici del sacerdoci i altres penitències. Van considerar provats els delictes de heretgia alumbradista i sol·licitacions. Teresa Valle, que era reclosa al convent de Santo Domingo el Real de Toledo, amb les restants monges, va ser condemnada el mateix dia a abjurar de levi i a romandre quatre anys reclusa al convent toledà, privada de vot actiu i passiu i sense possibilitat de tornar a la Cort.
El 1638 fra Gabriel Bustamante, procurador general de l'ordre de Sant Benet, va sol·licitar en nom de l'Ordre la revisió de la causa en el cas de les monges perquè va ser reconeguda llur innocència i que fossin restituïdes en el seu honor, en atenció a l'escrit d'apel·lació signat per Teresa Valle un any abans. Aquest escrit, d'una elevada qualitat literària, podria haver estat redactat per Francisco de Rioja, secretari del comte-duc d'Olivares amb qui Teresa Valle s'havia cartejat abans del seu processament. Finalment, el 2 d'octubre de 1638 el Consell va dictar acte absolutori a favor de les monges, encara que després de la caiguda en desgràcia del comte-duc, el 1643, es va reobrir el procés, centrat ara en la figura del protonotari, la causa del qual havia quedat suspesa en el primer procés.
L'altre succés és de caràcter llegendari i està relacionat amb el rellotge del convent, les campanades del qual imiten el toc de difunts. Segons el relat dels cronistes, el rellotge va ser un regal de Felip IV com a penitència i desgreuge per haver assetjat a una jove i bella monja, anomenada Margarita, que s'hauria salvat in extremis gràcies a l'astúcia de la priora, que la va fer fingir-se cadàver, muntatge que va espantar al rei i els seus luxuriosos acompanyants. La llegenda es troba en un manuscrit anònim de la darreria del segle xvii conservat a la Biblioteca Nacional d'Espanya amb el títol Relación de todo lo suzedido en el casso del Convento de la Encarnazión Benita. L'autor no va ser contemporani als fets però va crear una ficció «usant probablement llunyans ressons dels escàndols del convent, però donant-los una forma original». Segons aquest relat, el rei hauria reeixit el seu propòsit en un segon intent, afavorit per Villanueva. Aprofitant i desfigurant els fets certs, el relat anònim explica que assabentat el inquisidor general, Antonio de Sotomayor, va reprendre el rei i el comte-duc i va enviar Villanueva a les presons inquisitorials de Toledo. El comte-duc va forçar llavors la sortida de la cort del inquisidor i va intrigar perquè la causa fos reclamada des de Roma. Finalment el nou inquisidor general, Diego de Arce y Reinoso, hauria posat en llibertat Villanueva, sense llegir-li sentència però amb la condició que dejunés els divendres durant un any i repartís mil ducats en almoines, obligat a més a guardar silenci sobre els successos per ordre del rei.
Demolit el 1903, el 1912 van començar les obres d'un nou convent i es va restaurar l'antiga església segons un pla de l'arquitecte Rafael Martínez Zapatero. El 1943 va ser declarat Monument Nacional.